# حداثة أدبية

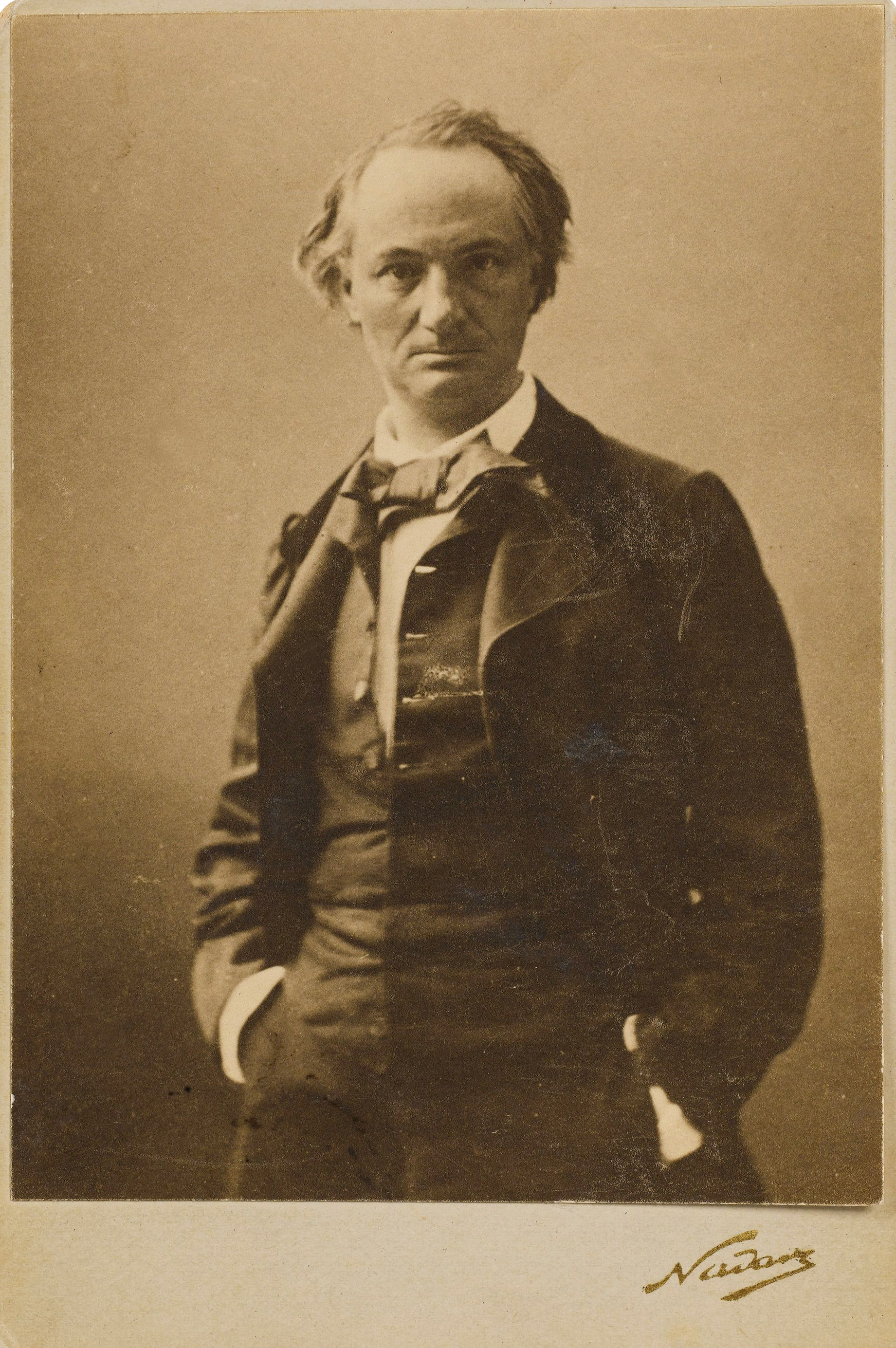

تعود أصول الحداثة الأدبية أو الأدب الحداثي إلى أواخر القرن التاسع عشر وأوائل القرن العشرين، خاصة في أوروبا وأمريكا الشمالية، وتتميز بانفصالٍ واعٍ للغاية عن طرق الكتابة التقليدية في كل من الشعر والخيال النثري. جرب الحداثيون الشكل والتعبير الأدبي، كما يتضح من مبدأ عزرا باوند «لجعله حديثًا». كانت هذه الحركة الأدبية مدفوعة برغبة واعية في قلب الأساليب التقليدية للتمثيل والتعبير عن الحساسيات الجديدة لعصرهم. شهدت أهوال الحرب العالمية الأولى إعادة تقييم الافتراضات السائدة بشأن المجتمع.

## الأصول والسلائف
ازداد الاهتمام في ثمانينيات القرن التاسع عشر بفكرة ضرورة تنحية القواعد السابقة جانبًا بالكامل، بدلًا من مراجعة المعارف السابقة في ضوء التقنيات المعاصرة. أثرت كل من نظريات سيغموند فرويد (1856- 1939) وإرنست ماخ (1838- 1916) على الأدب الحداثي المبكر. جادل إرنست ماخ بأن العقل امتلك بنية جوهرية وأن التجربة الذاتية مبنية على تفاعل أجزاء من العقل في علم الميكانيكا (1883). كان أول عمل رئيسي لفرويد هو دراسات حول الهستيريا (مع جوسيف بروير) (1895)، وبحسب ما جاء به فرويد، فإن الواقع الذاتي يستند بأكمله على ممارسة المحركات والغرائز الأساسية التي ينظر من خلالها العالم الخارجي. كان لإرنست ماخ بصفته فيلسوفًا للعلم، تأثير كبير على الوضعانية المنطقية، ومن خلال انتقاده لإسحاق نيوتن، سلف النظرية النسبية لآينشتاين.
جادلت العديد من النظريات السابقة حول نظرية المعرفة بأن الواقع الخارجي والمطلق يمكن أن يؤثر على نفسه كما يفعل على الفرد، ومنها سبيل المثال، تجريبية جون لوك (1632- 1704)، التي رأت أن العقل يبدأ باعتباره صفحة بيضاء، أو لوحة فارغة (مقالة عن الفهم الإنساني، 1690). جمع كارل يونغ (1875- 1961) وصف فرويد للحالات الشخصية، التي تنطوي على عقل فاقد للوعي ومليء بالنزعات البدائية والقيود المفروضة ذاتيًا، مع فكرة العقل الباطن الجماعي التي قاتلها العقل الواعي أو احتضنها. بينما يعيد عمل تشارلز داروين صياغة المفهوم الأرسطي «الإنسان، الحيوان» في العقل العام، يقترح يونغ أن الدوافع البشرية نحو كسر القواعد الاجتماعية ليست نتاجًا للطيش أو الجهل، بل هي مستمدة من الطبيعة الأساسية للحيوان البشري.
كان فريدريك نيتشه سلفًا رئيسيًا للحداثة، وخصوصًا من خلال فكرته بأن المحركات النفسية وعلى وجه التحديد «إرادة القوة»، كانت أكثر أهمية من الحقائق، أو الأشياء. أكد هنري برجسون (1859- 1941) على الفرق بين وقت الساعة العلمية وتجربة الوقت البشرية المباشرة والذاتية. كان لعمله على الوقت والوعي «تأثير كبير على الروائيين في القرن العشرين»، وخصوصًا أولئك الذين استخدموا تقنية سيل الوعي، مثل دورثي ريتشاردسون في كتابها الأسطح المدببة (1915) وجيمس جويس في روايته عوليس (1922) وفرجينيا وولف (1882- 1941) في روايتها السيدة دالواي (1925) وإلى المنارة (1927). ومن المهم أيضًا في فلسفة برجسون فكرة قوة الخلق، التي «تجلب التطور الخلاق لكل شيء»، ووضعت فلسفته قيمة عالية للحدس ولكن دون رفضها لأهمية العقل. توحد هؤلاء المفكرون المختلفون بفعل انعدام الثقة بالوضعانية الفيكتورية واليقين. يُمكن النظر إلى الحداثة باعتبارها حركة أدبية بصفتها أيضًا رد فعل للتصنيع والتحضر والتكنولوجيا الجديدة.
من أسلاف أدب الحداثة المهمين فيودور دوستويفسكي (1821- 1881) في روايته الجريمة والعقاب (1866) والأخوة كارامازوف (1880)، ووالت ويتمان (1819- 1892) في مجموعته الشعرية أوراق العشب (1855- 1891) وشارل بودلير (1821- 1867) في مجموعته الشعرية أزهار الشر، وآرثر رامبو (1854- 1891) في مجموعته الشعرية إشراقات (1874)، وأوغست ستريندبرغ (1849- 1912) وخاصة في مسرحياته الأخيرة بما فيها إلى دمشق (1898- 1901) ومسرحية الحلم (1902) وشبح سوناتا (1907).
كان بعض من الحداثيين سببًا في تعزيز روح المدينة الفاضلة وتحفيز الإبداعات في كل من تاريخ علم الإنسان وعلم النفس والفلسفة الحديثة والفلسفة السياسية والفيزياء والتحليل النفسي. أعطى شعراء الحركة التصويرية التي أسسها عزرا باوند في عام 1912 باعتبارها نمطًا شعريًا جديدًا، الحداثة بدايتها المبكرة في القرن العشرين، وتميز شعرهم بدقة التصوير والإيجاز وبكونه من الشعر الحر. مع ذلك، فقد انتهت هذه المثالية مع انتهاء الحرب العالمية الأولى، إذ ابتكر الكتاب أعمالًا أكثر سخرية تعكس الإحساس السائد بخيبة الأمل. تقاسم العديد من الكتاب من أنصار الحداثة انعدام الثقة في مؤسسات السلطة مثل الحكومة والدين ورفضوا فكرة الحقائق المطلقة.
كانت أعمال الحداثة مثل الأرض اليباب (1922) للشاعر ت. س إليوت مدركة للذات على نحو متزايد ومتعمقة واستبطانية واستكشفت الجوانب المظلمة للطبيعة البشرية.
يغطي مصطلح الحداثة عددًا من الحركات الفنية والأدبية ذات الصلة والمتداخلة، بما فيها التصويرية والرمزية والمستقبلية والفيكتورية والتكعيبية والسريالية والتعبيرية والدادانية.

## كتاب الحداثة الأوائل
كسر كتاب الحداثة الأوائل، وخصوصًا أولئك الذين كتبوا بعد الحرب العالمية الأولى وما تلاها من خيبة أمل، العقد الضمني مع الجمهور بأن الفنانين هم المترجمون الشفويون الموثوق بهم والممثلون عن ثقافة أفكار التيار الرئيسي («البرجوازي»)، وبدلًا عن ذلك، طوروا رواة غير موثوقين، وفضحوا اللاعقلانية في جذور عالم يُفترض أنه عقلاني.
حاولوا أيضًا أن يأخذوا في الاعتبار الأفكار المتغيرة حول الواقع الذي طوره كل من داروين وماخ وأينشتاين ونيتشه وبرجسون وغيرهم. ومن خلال هذه التقنيات الأدبية مثل سيل الوعي والحوار الداخلي للشخص فضلًا عن استخدام وجهات نظر متعددة، يمكن عكس الشكوك حول الأساس الفلسفي للواقعية، أو بدلًا من ذلك توسيع فهمنا لما تعنيه الواقعية. فعلى سبيل المثال، يعكس استخدام سيل الوعي أو الحوار الداخلي للشخص الحاجة إلى مزيد من الواقعية النفسية.
كان الأمر قابلًا للنقاش عندما بدأت الحركة الأدبية الحداثية، رغم أن البعض اختار عام 1910 باعتباره علامة تقريبية على البداية واقتباسات الروائية فرجينيا وولف، التي أعلنت أن الطبيعة البشرية قد خضعت لتغيير جذري «في أو نحو ديسمبر من عام 1910»، إلا أن الحداثة كانت مؤثرة بالفعل بحلول عام 1902، مع أعمال مثل جوزيف كونراد (1857- 1924) في روايته قلب الظلام، وفي حين كتب ألفريد جاري (1873- 1907) مسرحيته العبثية الملك أوبو التي عُرضت في عام 1896.
من بين المعالم غير الأدبية الحداثية المبكرة، النهاية اللامقامية للرباعية الوترية التي ألفها أرنولد شوينبيرج في عام 1908، واللوحات التعبيرية لفاسيلي كاندينسكي التي بدأها في عام 1903 وتُوجت بأول لوحة تجريدية، وتأسيس حركة الفارس الأزرق التعبيرية في ميونخ من عام 1911، وظهور الحوشية وإدخال التكعيبية من استديوهات هنري ماتيس وبابلو بيكاسو وجورج براك وغيرهم وذلك بين عامي 1900 و1910.
يُعرف عمل شيروود أندرسون واينزبيرج- أوهايو (1919) بأنه من الأعمال الأولى للحداثة، بسبب أسلوبه النمطي البسيط والتأكيد على الرؤية النفسية في الشخصيات.
كان جيمس جويس كاتبًا كبيرًا من أتباع الحداثة، واستخدم استراتيجياته المستخدمة في راويته عوليس (1922)، لتصوير الأحداث خلال فترة أربع وعشرين ساعة في حياة بطل الرواية ليوبولد بلوم، الذي جسد أسلوب الحداثة في الخيال. وصف الشاعر ت. س إليوت هذه الصفات في عام 1923، مشيرًا إلى أن أسلوب جويس هو «طريقة للسيطرة على الترتيب وإعطاء شكل وأهمية للبانوراما الهائلة من العبث والفوضى التي تمثل التاريخ المعاصر.... وبدلًا من الأسلوب السردي فقد نستخدم الآن الأسلوب الأسطوري. وأرى بجدية أن هذه خطوة نحو جعل العالم الحديث ممكنًا من حيث الفن». تعكس قصيدة إليوت الحداثية أرض اليباب (1922) «العبث والفوضى» بطريقتها الخاصة، من خلال هيكلها المجزأ وغياب سرد مركزي موحد واضح. هذا في الواقع أسلوب بلاغي لنقل موضوع القصيدة: «اضمحلال الثقافة الغربية وتجزئتها». تحتوي القصيدة، على الرغم من وجود سرد خطي على بنية: تتوفر من خلال رمزية الخصوبة المستمدة من علم الإنسان وعناصر أخرى مثل استخدام الاقتباسات والمقارنة.